# 케이트 마셜
캐슬린 마리 마샬(Kathleen Marie Marshall, 1959년 7월 22일, 캘리포니아주 샌프란시스코 ~ )는 미국의 정치인이며, 제21대 네바다 주무장관, 제35대 네바다 부지사. 백악관 주지사 선임고문이었다.

## 학력
- 캘리포니아 대학교 버클리 인문사회 학사
- 캘리포니아 대학교 버클리 로스쿨 법학 법무박사

## 경력
- 2007.01 ~ 2015.01 제21대 네바다주 재무장관
- 2019.01 ~ 2021.01 제35대 네바다 부지사
- 2021.08 ~ 2023.02 백악관 주지사 선임고문

## 역대 선거 결과
| 선거명        | 직책명                      | 대수  | 정당   | 득표율 | 득표수    | 결과 | 당락                   |
| ------------- | --------------------------- | ----- | ------ | ------ | --------- | ---- | ---------------------- |
| 2006년 선거   | 네바다 재무장관             | 21대  | 민주당 | 47.26% | 271,088표 | 1위  | 네바다주 재무장관 당선 |
| 2010년 선거   | 네바다 재무장관             | 21대  | 민주당 | 48.31% | 338,588표 | 1위  | 네바다주 재무장관 당선 |
| 2011년 재선거 | 하원의원 (네바다 제2선거구) | 112대 | 민주당 | 36.07% | 46,818표  | 2위  | 낙선                   |
| 2014년 선거   | 네바다 주무장관             | 17대  | 민주당 | 46.14% | 250,612표 | 2위  | 낙선                   |
| 2018년 선거   | 네바다 부지사               | 35대  | 민주당 | 50.35% | 486,381표 | 1위  | 네바다 부지사 당선     |